# Peperomia ligustrina
Peperomia ligustrina är en pepparväxtart som beskrevs av Wilhelm B. Hillebrand.
Peperomia ligustrina ingår i släktet peperomior och familjen pepparväxter. Inga underarter finns listade i Catalogue of Life.